# Wenecja (Żnin)

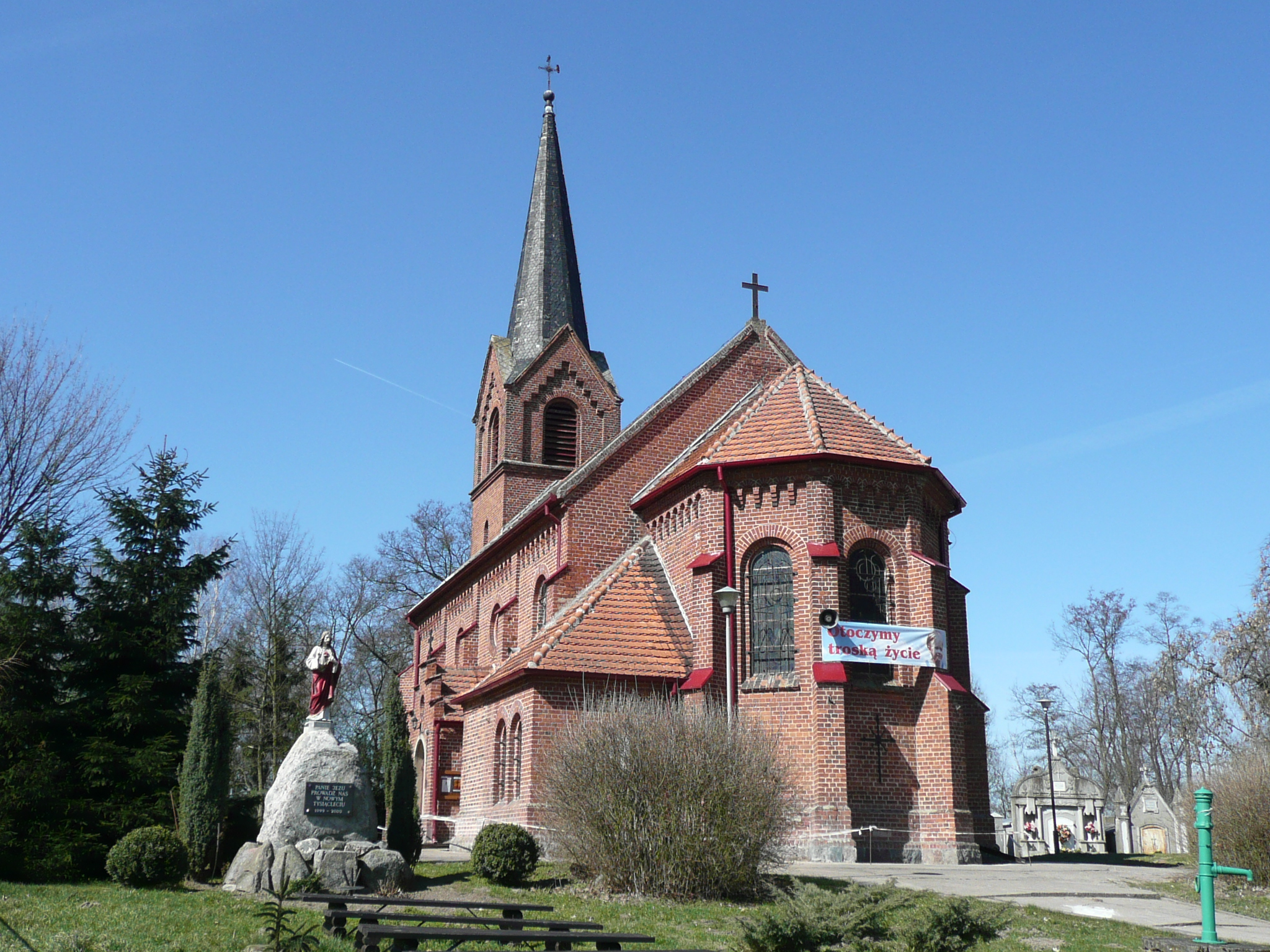
Neugotische Kirche von Wenecja

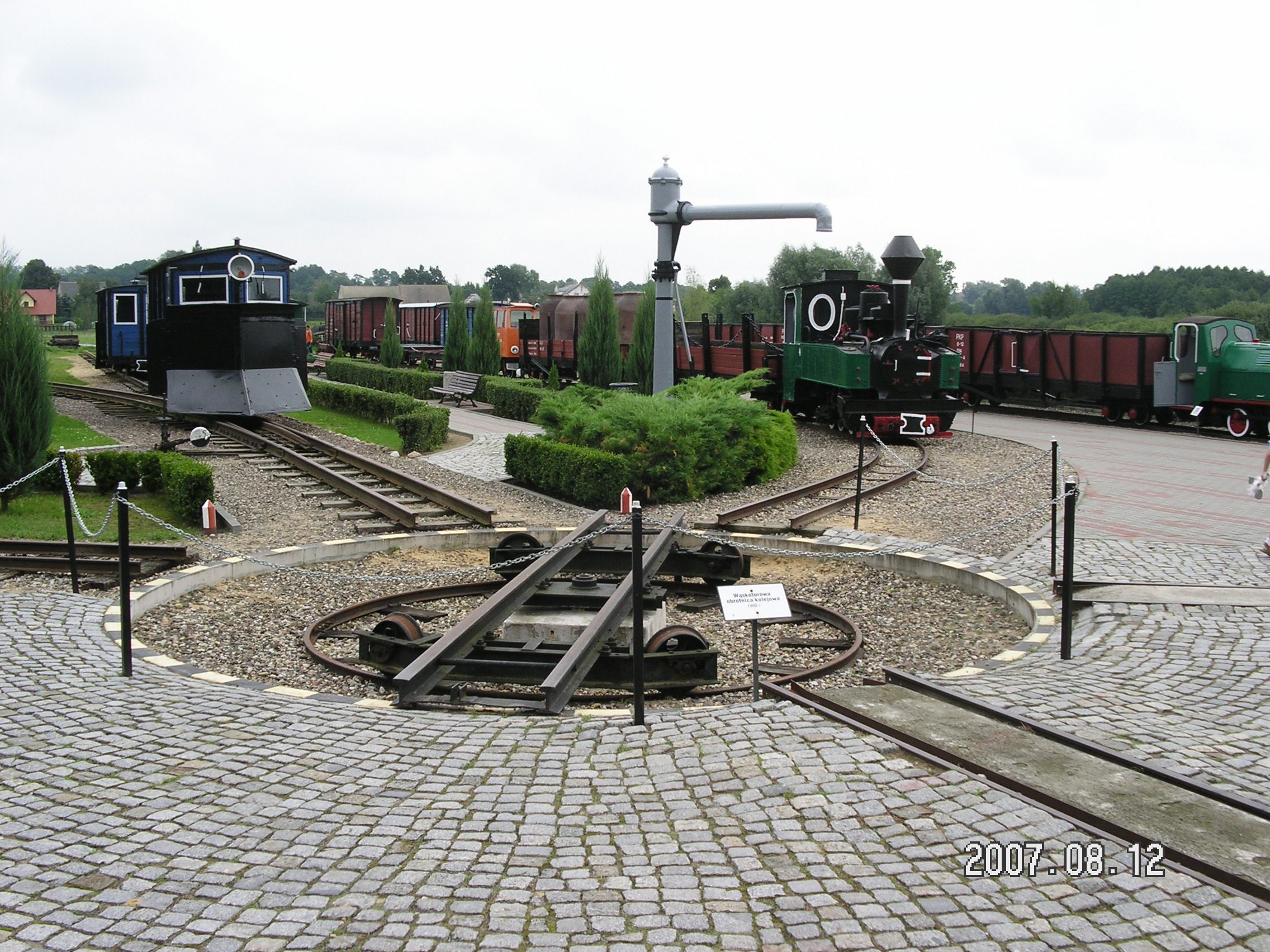
Schmalspurbahnmuseum Wenecja

Wenecja (deutsch Venetia) ist ein Dorf in der Stadt-und-Land-Gemeinde Żnin (Znin) im Powiat Żniński der Woiwodschaft Kujawien-Pommern, Polen. Es hat etwa 300 Einwohner. Bekannt ist es durch sein Schmalspurbahnmuseum und die Burgruine.

## Geographische Lage
Wenecja liegt etwa fünf Kilometer südlich von Żnin an der Gąsawka (Gonsawka). Im Süden des Dorfs liegen die drei Seen Seen Biskupińskie, Weneckie und Skrzynka.

## Geschichte
Die Burg Wenecja wurde im Zuge der Grenzsicherung des Reiches des letzten polnischen Piastenkönigs Kasimirs des Großen in der zweiten Hälfte des 14. Jahrhunderts von Mikołaj Nałęcz (um 1330–1400) errichtet. In Auseinandersetzungen wurde sie beschädigt und bis zum 16. Jahrhundert teilweise abgetragen. In den folgenden Jahrhunderten verfiel die Burg weiter, bis weitere Teile im 19. Jahrhundert gesprengt und als Baumaterial für die Anlage der Straße nach Żnin genutzt wurden. Seitdem ist die Burg eine Ruine. Mikołaj Nałęcz war es auch der dem Ort Mościska den Namen Wenecja gab, da er Venedig bei seinem Studium kennengelernt hatte.
Durch die erste Teilung Polens kamen Żnin und Wenecja von 1772 bis 1919 an Preußen, nur unterbrochen durch die Zeit des Herzogtums Warschau (1807–1815). Im preußischen Amt Znin galt Venetia zunächst als Vorwerk.
Von 1975 bis 1998 gehörte das Dorf zur Woiwodschaft Bydgoszcz.

## Sehenswürdigkeiten
Auf dem 11,9 Kilometer langen Teilstück  Żnin–Wenecja–Biskupin–Gąsawa der ehemaligen Żnińska Kolej Powiatowa (Zniner Kreisbahn) wird in den Sommermonaten die Schmalspurbahn betrieben. Sie hat eine Spurweite von 600 mm. Der Ort liegt am Szlak Piastowski (Piasten-Wanderweg). In fünf Kilometer Entfernung befindet sich das rekonstruierte eisenzeitliche Freilichtmuseum Biskupin.
- Kościół Narodzenia Najświętszej Maryi Panny, neugotische Kirche aus dem 19. Jahrhundert
- Gutshaus aus dem 19. Jahrhundert
- Schmiede von 1908
- Burgruine Wenecja
- Schmalspurbahnmuseum Wenecja (Muzeum Kolejki Wąskotorowej Wenecja).